# Ásóbékafélék
Az ásóbékafélék (Pelobatidae) a kétéltűek (Amphibia) osztályába és a békák (Anura) rendjébe tartozó család, melyből manapság már csak egyetlen egy nem maradt fenn.

## Tudnivalók
A békák egy ősi vonalát képezik, hiszen már a késő jura korszakban, azaz 155 millió éve jelentek meg. A legrégebbi fajt az Elkobatrachus brockit 2006-ban fedezték fel és írták le.
A ma élő fajok Európában és a Földközi-térségben - beleértve Észak-Afrikát és Ázsia nyugati részét is - fordulnak elő. Akár a 10 centiméteres hosszúságot is elérhetik. Felső állkapcsuk fogas, lábujjízeik egyszerűek. Pupillájuk függőleges, rés alakú. Mint minden békák, az ásóbékafélék is mindent felfalnak ami a szájukba belefér; az ebihalak, ha nem jók az életfeltételek, kannibálokká válhatnak.

## Rendszerezés
A családba 1 élő nem és 3 fosszilis nem tartozik:
- †Elkobatrachus Henrici, Amy C.; Haynes, Simon R., 2006 - késő jura
- †Eopelobates Parker, 1929 - eocén-pliocén
- †Liaobatrachus Ji & Ji, 1998 - kora kréta
- Pelobates Wagler, 1830 - kora oligocén - jelen[4]

### Fordítás
- Ez a szócikk részben vagy egészben  az   European spadefoot toad című angol Wikipédia-szócikk ezen változatának fordításán alapul.  Az eredeti cikk szerkesztőit annak laptörténete sorolja fel. Ez a jelzés csupán a megfogalmazás eredetét és a szerzői jogokat jelzi, nem szolgál a cikkben szereplő információk forrásmegjelöléseként.